# Паризький кодекс

Аркуші Паризького кодексу мая

Паризький кодекс Мая або «Кодекс Переса» (лат. Codex Peresianus) — фрагмент рукопису мая, що зберігся лише на 12 аркушах розміром 24 х 13 см. Рукопис має довжину 1,43 м, містить текст із 1600 ієрогліфів. На зовнішній стороні аркушів рукопису зображуються релігійні ритуали, пророцтва, численні божества, на зворотному — обряди Нового року, календар зі знаками зодіака на 364 дні.
«Паризький кодекс» зберігається в Національній бібліотеці Франції, де 1859 року був знайдений мовознавцем Леоном де Роні у сміттєвому кошику серед інших паперів. Кодекс знаходився у запечатаному конверті з фрагментарним написом іспанською «…que fue… o de…Perez», конверт знаходився у бібліотеці принаймні з 1832 року. Зараз назва «Codex Peresianus» використовується рідко, щоб уникнути плутанини з іншим документом з цієї бібліотеки — «Codex Pérez». Дві зі збережених сторінок перебувають у поганому стані — на одній написи повністю зникли, на іншій збереглися лише у центральній частині.

## Художні особливості
- Фахівці оцінюють художні якості цього кодексу нижче Дрезденського Кодексу.
- Декілька сторінок записано справа наліво, тоді як інші — зліва направо.